# أسامة المليوي
أسامة المليوي (مواليد 2 يناير 1996) هو لاعب كرة قدم مغربي، يلعب في مركزالمهاجم مع نهضة بركان والمنتخب المغربي المحلّي.

## مسيرته
وُلِدَ المليوي في الدار البيضاء، وتكوّن في نادي الاتحاد البيضاوي. بدأ مسيرته الاحترافية عام 2019، مسجلاً هدفًا في ربع نهائي كأس العرش ضد نادي اتحاد الخميسات، في مباراة انتهت بفوز فريقه بنتيجة 4-2.
في نهائي كأس العرش المغربي 2019، سجل هدفين ليقود فريقه للفوز 2-1 على حسنية أكادير.
في 13 نوفمبر 2020، وقّع المليوي عقدًا لمدة عامين مع نادي شباب المحمدية. سجّل أول أهدافه في دوري الدرجة الأولى المغربي في 14 مارس 2021 ضد اتحاد طنجة في مباراة انتهت بالهزيمة 1-2.
في 11 أبريل 2021، سجل هدفين في مباراة انتهت بفوز فريقه 3-0 على أولمبيك آسفي، قبل أن يتم استبداله في الدقيقة 74. في 30 أبريل 2021، سجل هدفًا مبكرًا في مباراة تعادل فيها فريقه 1-1 مع الوداد البيضاوي.
في 5 أغسطس 2023، تعاقده المليوي مع نادي نهضة بركان، لمدة ثلاثة مواسم.
في 23 يوليو 2025، ضمّهُ طارق السكتيوي إلى قائمة المنتخب المحلّي المكوّنة من 28 لاعبًا للمشاركة في بطولة الأمم الإفريقية 2024 في كينيا وتنزانيا وأوغندا.

## الإنجازات
الاتحاد البيضاوي
- كأس العرش: 2019

نهضة بركان
- الدوري المغربي: 2024–25
- كأس الكونفدرالية الإفريقية: 2024–25

فرديا
- هداف كأس الكونفدرالية: 2024–25 (5 أهداف)
- أفضل لاعب في الدوري المغربي لموسم 2024-2025

## روابط خارجية
- أسامة المليوي على موقع قاعدة بيانات كرة القدم.إي يو (الإنجليزية)
- أسامة المليوي على موقع Soccerway.com (الإنجليزية)
- أسامة المليوي على موقع 365scores (الإنجليزية)